# Refugio Elola
Das Refugio Elola ist die bedeutendste bewirtschaftete Berghütte in der spanischen Sierra de Gredos und liegt auf einer Höhe von 1945 msnm direkt an der Laguna Grande de Gredos.

## Alpinismus
Der Normalweg führt vom nordöstlich gelegenen Parkplatz Plataforma de Gredos (1770 m) über die Laguna Grande in 2–3 Stunden zur Hütte. Diese dient dabei als zentraler Stützpunkt für Besteigungen der Gipfel im Circo de Gredos, oder auch der Überschreitung des Hauptkammes nach Candeleda oder El Raso (Camino del Tío Domingo).
Während es sich im Sommer um eine technisch relativ einfache, wenn auch körperlich fordernde Wanderung handelt, kann von November bis Mai die Verwendung von Steigeisen, Schneeschuhen oder Skiern sinnvoll sein um zur Hütte zu gelangen.

## Ausstattung
Das Refugio Elola verfügt über 65 Schlafplätze sowie einen zusätzlichen unbewirtschafteten Winterraum mit 8 Matratzenlagern und einem Notfall-Funksprechgerät.
Es gibt einen Wasch- und WC-Raum mit fließend kaltem Wasser.
Die Küche ist während der Öffnungszeiten durchgehend bewirtschaftet und es wird auch eine Selbstversorgerküche zur Verfügung gestellt.
An den Wochenenden und während Schönwetterperioden empfiehlt sich eine rechtzeitige Reservierung und im Falle der Überbelegung die Mitnahme eines Zeltes, das man auf einer Wiese zwischen Laguna Grande und dem Schutzhaus aufbauen kann.

## Übergänge
- Refugio Victory, 1950 m

## Gipfelbesteigungen
- Pico Almanzor, 2592 m
- Las Cinco Lagunas, 2125 m
- La Galana, 2568 m
- La Mira, 2343 m